# Staro Sajmište (Bjelovar)
Staro Sajmište je naselje i povijesni lokalitet na području grada Bjelovara. Staro Sajmište se sastoji od današnjih Trga Stjepana Radića i Trga hrvatskih branitelja.

## Povijest
Zapadno od današnjeg prostora Starog Sajmišta u krugu prostora raskrižja ulice Vladimira Nazora, se je nakon turske vladavine 17. stoljeća razvilo ruralno naselje Belovac koje nestaje početkom izgradnje Bjelovara 1756. godine.
Staro Sajmište je službeno nastalo 1764. godine kao sajmišni prostor gdje su se održavali stočni i trgovački sajamski događaji.  Na prostorima današnjih trgova su se nalazili javni zdenci za napajanje stoke i opskrbu stanovnika pitkom vodom.
Austro-Ugarska Vlada je pri urbanizaciji grada zahtijevala premještanje sajma na drugu lokaciju, zato što lokacija Starog Sajmišta nije odgovarala sanitarnim i veterinarskim propisima. Bjelovarska gradska vlast je više puta apelirala Vladi da se sajmište ne seli, uz obećanja da će urediti i sanirati sajmište.
1908. godine usprkos obećanjima gradske vlasti Bjelovara, Austro-Ugarska Vlada naređuje preseljenje sajmišta na novu lokaciju. Sajmište je preseljeno na sjeverni dio grada na prostor vojnog vježbališta, današnja četvrt Logor.